# Architektura modernistyczna w Łodzi
Architektura modernistyczna w Łodzi – architektura realizowana w Łodzi od lat dwudziestych XX wieku (choć wcześniejsze realizacje posiadały pewne cechy modernistyczne). Nie ma zgody co do tego, czy jest to okres zamknięty, czy trwa nadal. Część z budynków z tego okresu została uznana za zabytki.

## Okres przed II wojną światową

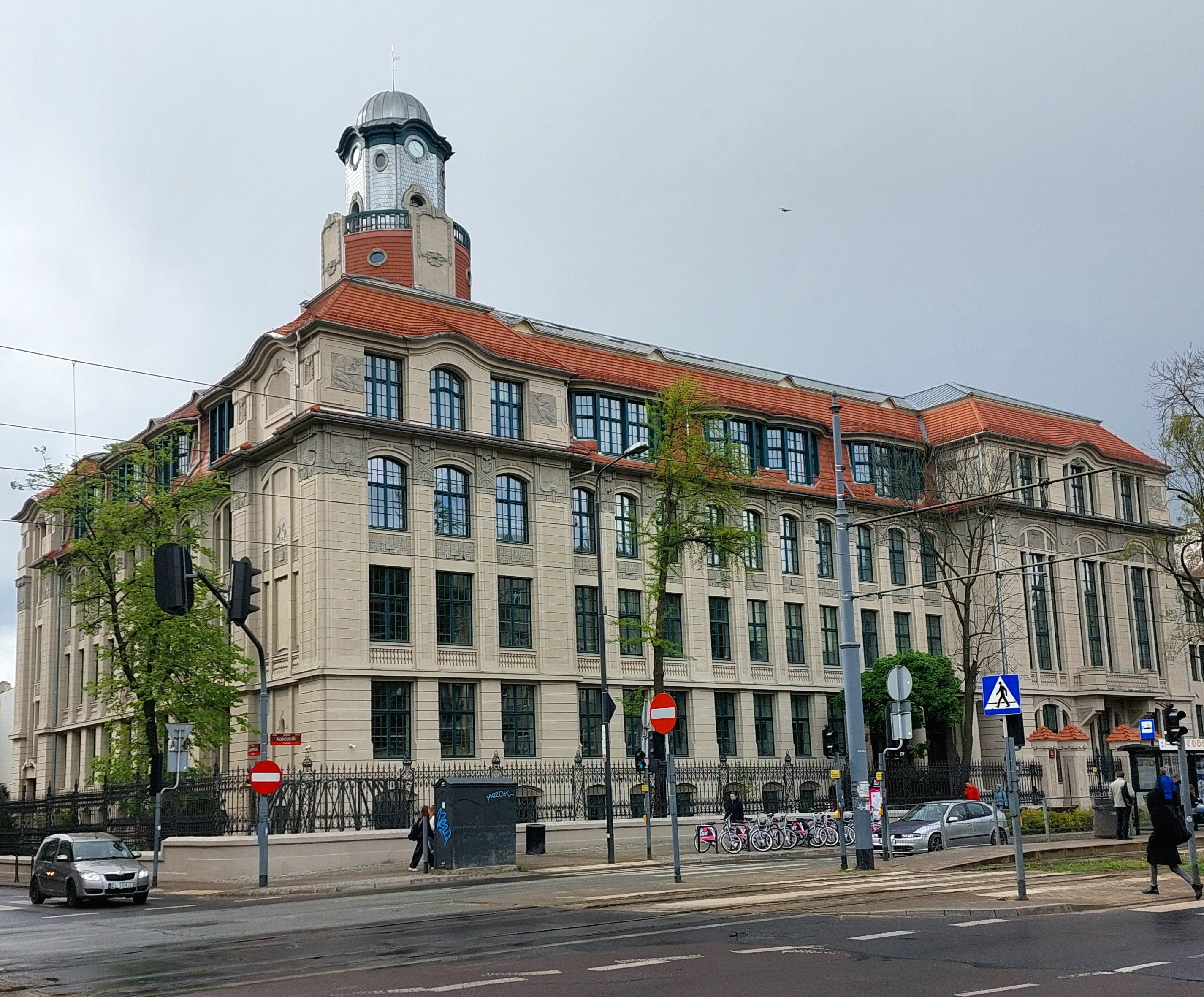
Budynek dawnego Niemieckiego Gimnazjum Reformowanego

### Okres do roku 1917
W początkowym okresie pojęcie „modernizm” było używane na określenie architektury secesyjnej; pierwszy raz w odniesieniu do łódzkiego budynku terminu „modernizm” użyto w 1899 r. do określenia secesyjnej fasady budynku zlokalizowanego przy ul. Piotrkowskiej 143.
W okresie do roku 1917 budynki powstające w Łodzi miały co najwyżej cechy modernistyczne w dzisiejszym rozumieniu, o czym świadczyły np. „nowoczesna konstrukcja, jasne, wyraziste podziały elewacji, oszczędnie stosowany detal”. Przeważającym stylem tych budynków nie był jednak modernizm. Przykładem budynków powstałych do 1917 r., których styl posiadał jedynie pewne cechy modernistyczne, są:
- kamienica Dawida Szmulewicza przy ul. Piotrkowskiej 37
- nowa siedziba Wyższej Szkoły Rzemieślniczej przy ul. Stefana Żeromskiego 115
- budynek dawnego Gimnazjum Polskiego (obecnie: I Liceum Ogólnokształcące) przy ul. Więckowskiego 41
- budynek dawnego Niemieckiego Gimnazjum Reformowanego przy al. Tadeusza Kościuszki 65
- budynek Banku Wzajemnego Kredytu Przemysłowców Łódzkich przy ul. Roosevelta 15.

### Lata 1918–1925
W latach 1918–1925 w architekturze zarówno łódzkiej, jak i ogólnopolskiej, nastąpił powrót do form tradycyjnych – stylu dworkowego czy klasycznego; sprzyjało to stosowaniu tradycyjnych metod budowlanych, co spowodowało odejście od rozwiązań modernistycznych (np. zaprzestano wykorzystywania żelbetu).

### Lata 1925–1928/1929

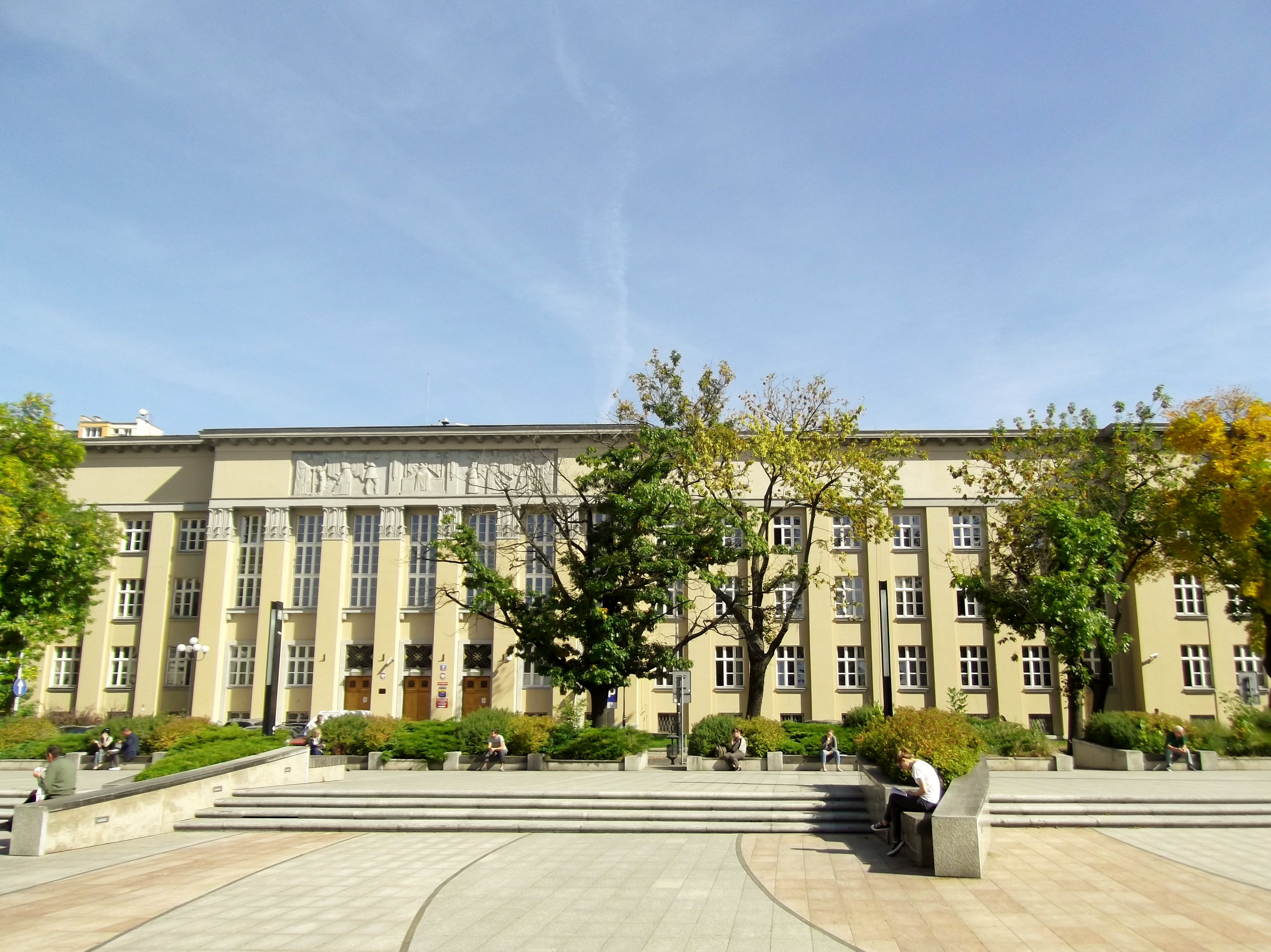
Budynek Sądu Okręgowego przy pl. Dąbrowskiego

Okres ten nazywany jest „nurtem dekoracyjnym” z uwagi na pojawiające się wówczas w architekturze motywy bliskie kubizmowi i ekspresjonizmowi.
Przykładem budynku ze wspominanego okresu jest budynek centrali telefonicznej PAST (al. Kościuszki 12) pokryty diamentowymi boniami i udekorowany latarniami oraz okuciami prezentującymi romboidalne motywy.
Innym budynkiem użyteczności publicznej, wybudowanym w tym okresie, jest gmach Sądu Okręgowego przy pl. Dąbrowskiego (arch. Józef Kaban). Jest to reprezentacyjny gmach „o okazałej formie z rozległą fasadą zdobioną lizenami i pilastrami”. Z użytych dekoracji wskazać należy na palmetowe kapitale oraz relief w fasadzie z motywem Temidy. Akcenty dekoracyjne widoczne są też np. na balustradach klatek schodowych.
Z kolei za przykłady budynków mieszkalnych z tego okresu służyć mogą:
- kamienica u zbiegu ulic Jaracza 71 i Uniwersyteckiej 18, dawn. sąd grodzki (arch. R. Sunderland); charakterystyczny jest jej narożnik, ukształtowany za pomocą uskokowo cofanych, rytmicznych elewacji[8]
- kamienica przy ul. 6 Sierpnia 4, na elewacji której zastosowano liczne motywy (zwierzęce, geometryczne, roślinne)[9].

### Lata 1928/1929–1933
Cechą omawianego okresu jest zerwanie z formami historyzującymi i dekoracyjnymi poprzez dążenie do rozwiązań prostych i funkcjonalnych.

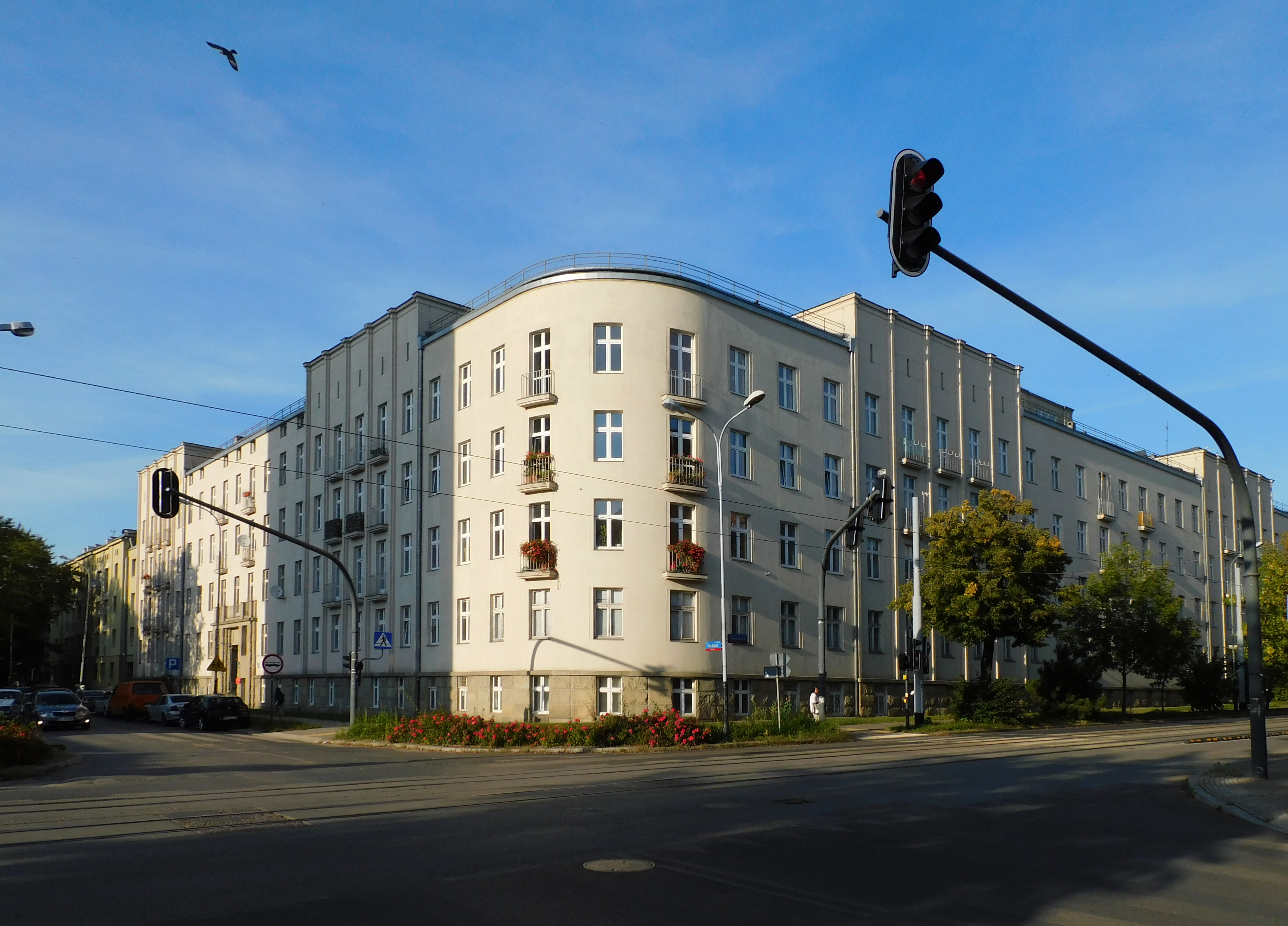
Dom mieszkalny urzędników Banku Polskiego ulic Wierzbowej i Narutowicza

W tym okresie powstały m.in. zespoły mieszkaniowe:
- Osiedle im. Józefa Montwiłła-Mireckiego[11]
- Osiedle ZUS[12].

Z innych realizacji wskazać można na Dom mieszkalny urzędników Banku Polskiego na rogu ulic Wierzbowej i Narutowicza (arch. Stanisław Filasiewicz), która odznacza się „zmodernizowanym klasycyzmem (...) [bez] klasycznych elementów architektonicznych. Detale, jak choćby diamentowe bonie (...) wskazują na związek z nurtem polskiej art déco”. W literaturze wskazuje się, że „znakomita architektura obiektu, zastosowanie solidnych materiałów, świetne wykonawstwo, jak i duża powierzchnia mieszkań – często o luksusowym charakterze – pozwalają zaliczyć ten obiekt do najznakomitszych w międzywojennej architekturze Łodzi”.
Spośród budynków użyteczności publicznej wzniesionych w tym okresie można wskazać na:

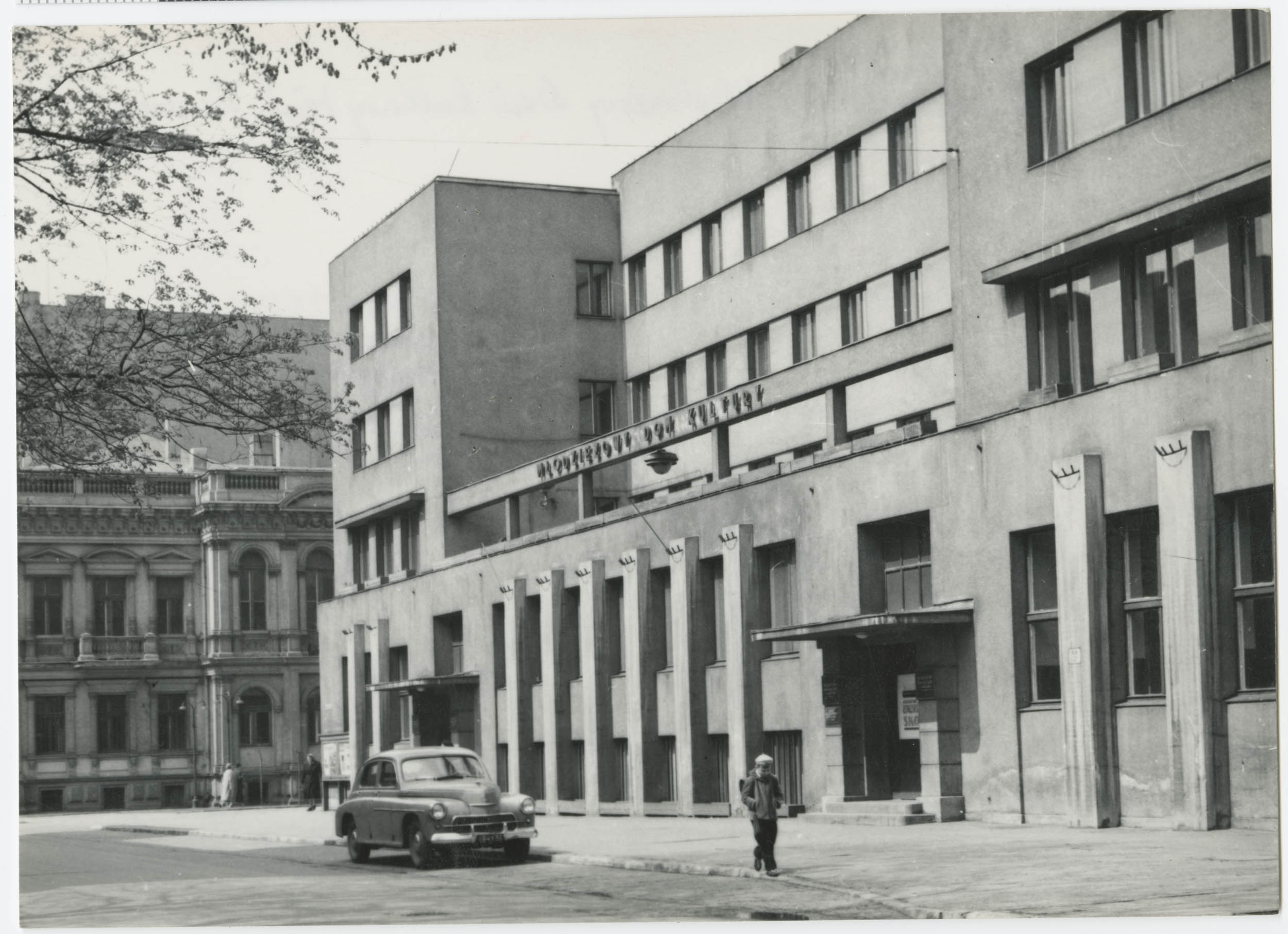
Budynek YMCA Łódź

- Gmach Wydziału Wodociągów i Kanalizacji na rogu ul. Narutowicza i Lindleya, dawn. rektorat Uniwersytetu Łódzkiego (arch. Wiesław Lisowski)[15]
- Gmach PZU przy al. Kościuszki (arch. Wacław Ryttel)[16]
- budynek YMCA Łódź przy ul. Moniuszki (arch. Wiesław Lisowski)[17].

### Lata 1933/1934–1939

#### Ogólna charakterystyka
We wskazanym okresie doszło do wykształcenia się „trzeciej fazy modernizmu”, charakteryzującej się częściowym powrotem do form klasycznych (konserwatywnych) przy jednoczesnym (powierzchownym) czerpaniu z funkcjonalizmu, co – jak pisze Andrzej K. Olszewski – następowało „przy zatraceniu jego [funkcjonalizmu] oblicza ideowego, surowości formy i faktury”. Kierunki w architekturze owego okresu są określane jako modernizm „umiarkowany”, „skomercjalizowany” czy „nowy monumentalizm” (z uwagi na dążenie do stosowania form poważnych, odwołujących się do tradycji klasycznej).
Na szczególną uwagę zasługuje „skomercjalizowanie” modernizmu, będące wynikiem poprawy sytuacji gospodarczej; w konsekwencji po 1933 r. na rynku budowlanym zaczynają dominować inwestorzy indywidualni, wobec czego – zamiast kolonii mieszkaniowych – przy śródmiejskich ulicach powstają modernistyczne budynki przeznaczone dla zamożniejszych grup społecznych. Wynikiem tej sytuacji było wyraźniejsze zaznaczenie obecności nowoczesnej architektury w centrum Łodzi.
Na dominację przedsięwzięć ukierunkowanych na osiągnięcie zysku wpłynęło także to, że „od 1932 roku Bank Gospodarstwa Krajowego, główne narzędzie finansowania realizacji mieszkaniowych [...] nie udzielił kredytom władzom Łodzi, a w 1934 roku przyznano ostatnią pożyczkę spółdzielniom mieszkaniowym. Od tego czasu natomiast szybko rosła liczba kredytów udzielanych inwestorom prywatnym”.
Uważa się, że ówcześnie projektowane budynku wpisywały się w układ urbanistyczny miasta z uwagi na – jak pisze A. Owczarek – „honorowanie pierzei ulicy, podkreślanie formalne narożników, akcentowanie przejść pomiędzy przestrzeniami publiczną i prywatną”.
W latach 1934–1939 wzniesiono lub rozpoczęto w Łodzi budowę ponad 100 kamienic.

#### Styl 1937 roku
Korzystne warunki dla rozwoju budownictwa prywatnego, jak i zamożna klientela, dysponująca środkami pozwalającymi na wynajęcie dużych mieszkań, spowodowały boom inwestycyjny, którego szczyt miał miejsce w 1937 roku – stąd pojęcie „stylu 1937 roku”.

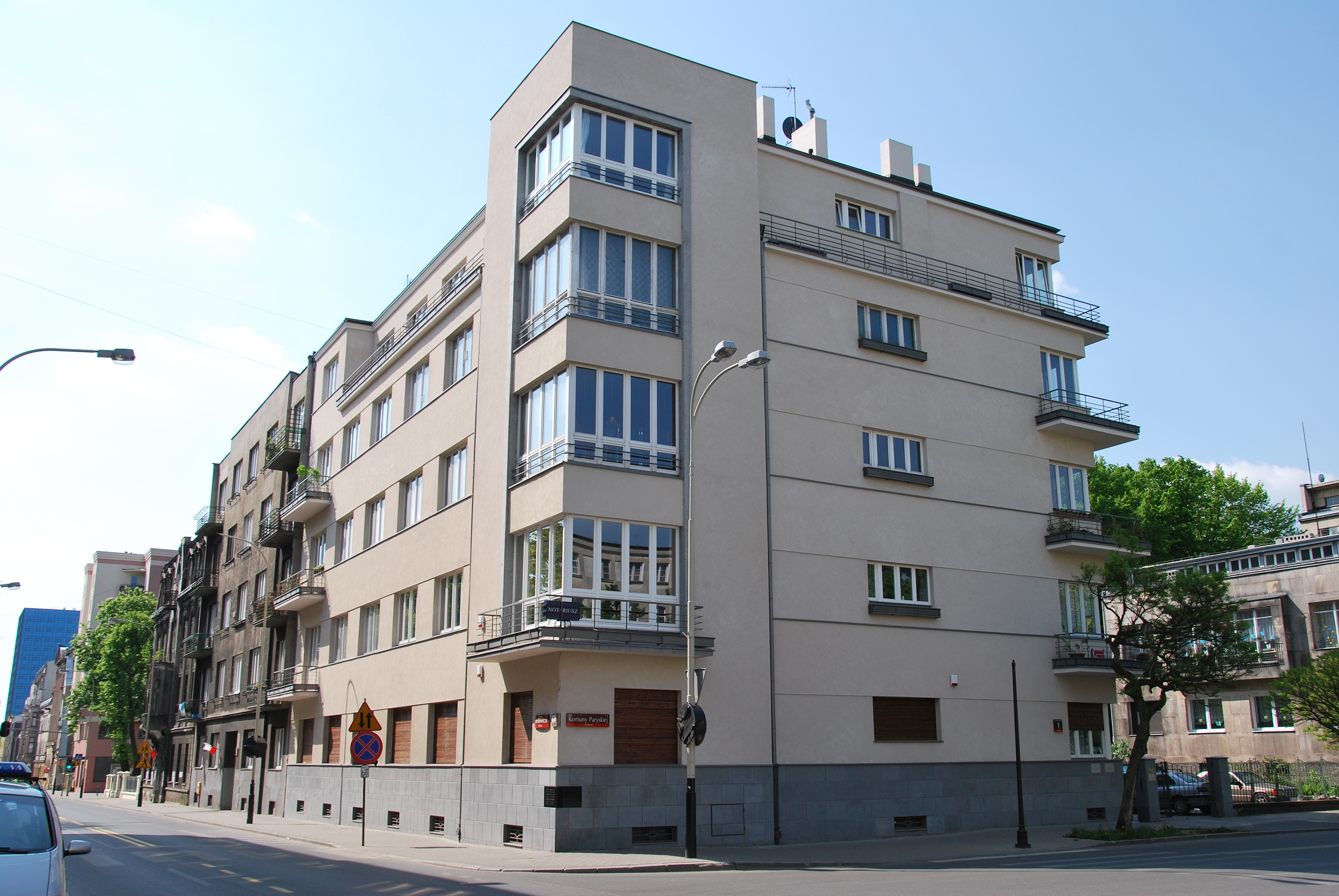
Kamienica Szymela i Heleny Wileńskich przy pl. Komuny Paryskiej 1

Ówczesne „luksusowe” budynki mieszkalne można (w uproszczeniu) scharakteryzować następująco:
- zwarta forma
- klasyczne zasady proporcji
- stosowanie materiałów o wyższej jakości (np. stosując okładziny kamienne i ceramiczne)
- często: stosowanie zaokrąglonych elementów (półkoliste balkony, zaokrąglone loggie, wykusze) – architektura typu streamline[24]
- minimalizacja lub redukcja oficyn
- przeznaczenie większej powierzchni na zieleń
- rezygnacja z układów amfiladowych na rzecz lokali „rozkładowych”
- większa powierzchnia mieszkań (od 120 do 200 m²)
- często: odrębne wejście służbowe, odrębna (gospodarcza) klatka schodowa, służbówki
- często: windy.

Przykłady realizacji tego rodzaju są następujące:

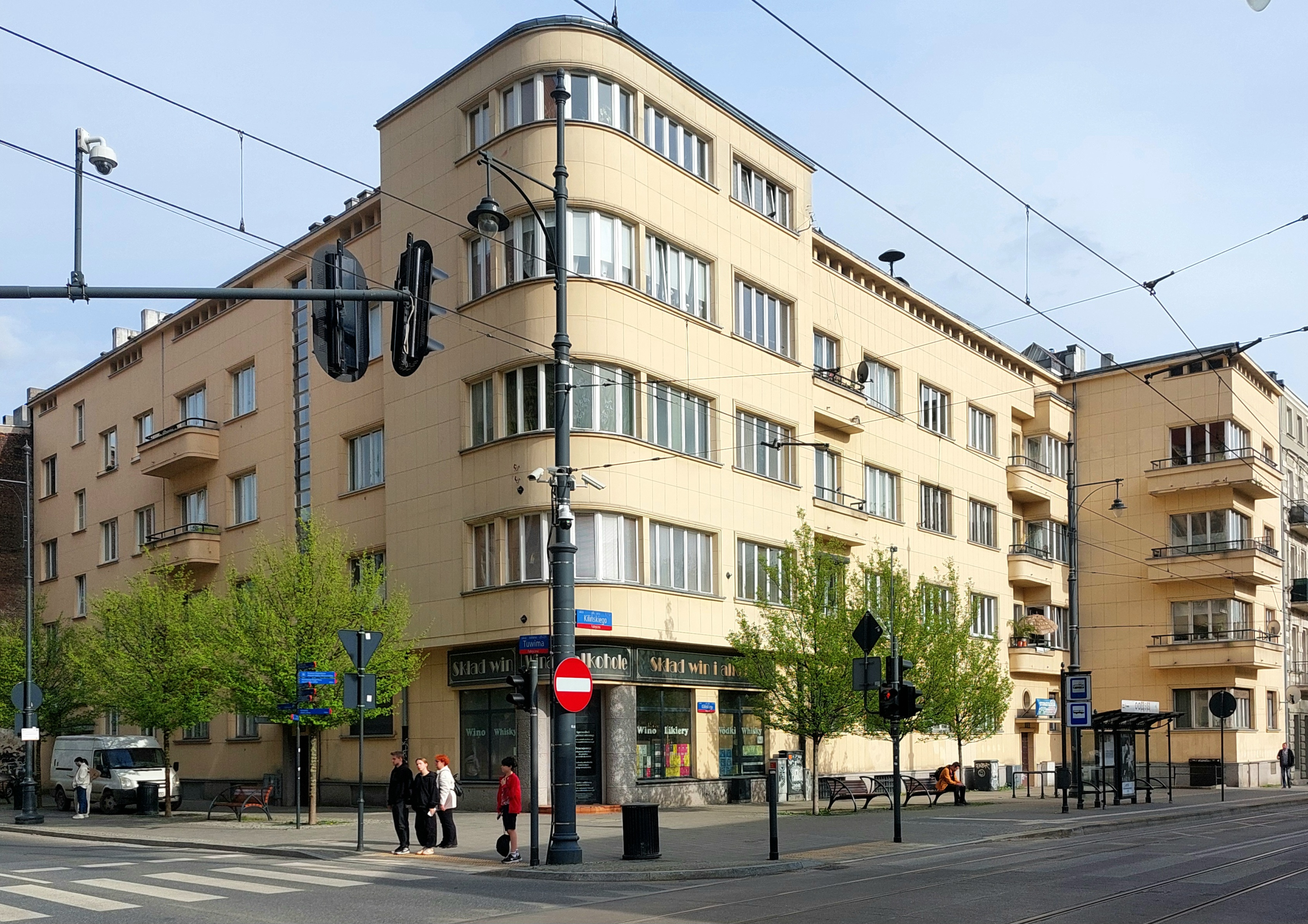
Kamienica czynszowa Mojżesza Szmula Bronowskiego na rogu ul. Kilińskiego i ul. Tuwima

- budynek przy ul. Sienkiewicza 51 (arch. Henryk Lewinson oraz arch. Paweł Lewy) – pierwsza łódzka kamienica „luksusowa”[25]
- kamienica braci Enderów na rogu al. Kościuszki i al. Mickiewicza (arch. Paweł Lewy)[26]
- zespół budynków przy pl. Komuny Paryskiej[27]
  - pod nr 1 – kamienica Szymela i Heleny Wileńskich (arch. Henryk Lewinson)
  - pod nr 2 – willa Mieczysława Neufelda (arch. Jerzy Berliner oraz arch. Mieczysław Łęczycki)
  - pod nr 3 – kamienica wielkomiejska Jakuba Lando (arch. Paweł Lewy)
- kamienica H. Richtera (arch. Radosław Hans) przy ul. Sienkiewicza 42[28]
- Kamienica Tomaszowskiej Fabryki Sztucznego Jedwabiu przy ul. Piotrkowskiej 203/205[29]
- Kamienica czynszowa Mojżesza Szmula Bronowskiego na rogu ul. Kilińskiego i ul. Tuwima (arch. Izydor Feinberg)[30].
- Kamienica Judy Salomonowicza na rogu ul. Zielonej i ul. Gdańskiej (arch. Paweł Lewy)

#### Styl okrętowy
We wskazanym okresie niektóre ze wnoszonych budynków odznaczały się stylem typu streamline (zwany także stylem okrętowym). Z łódzkich realizacji w tym stylu można wskazać na następujące budynki:
- kamienica Jakuba Lando[24]
- kamienica braci Enderów na rogu al. Mickiewicza i al. Kościuszki[31][26].

#### Inne realizacje

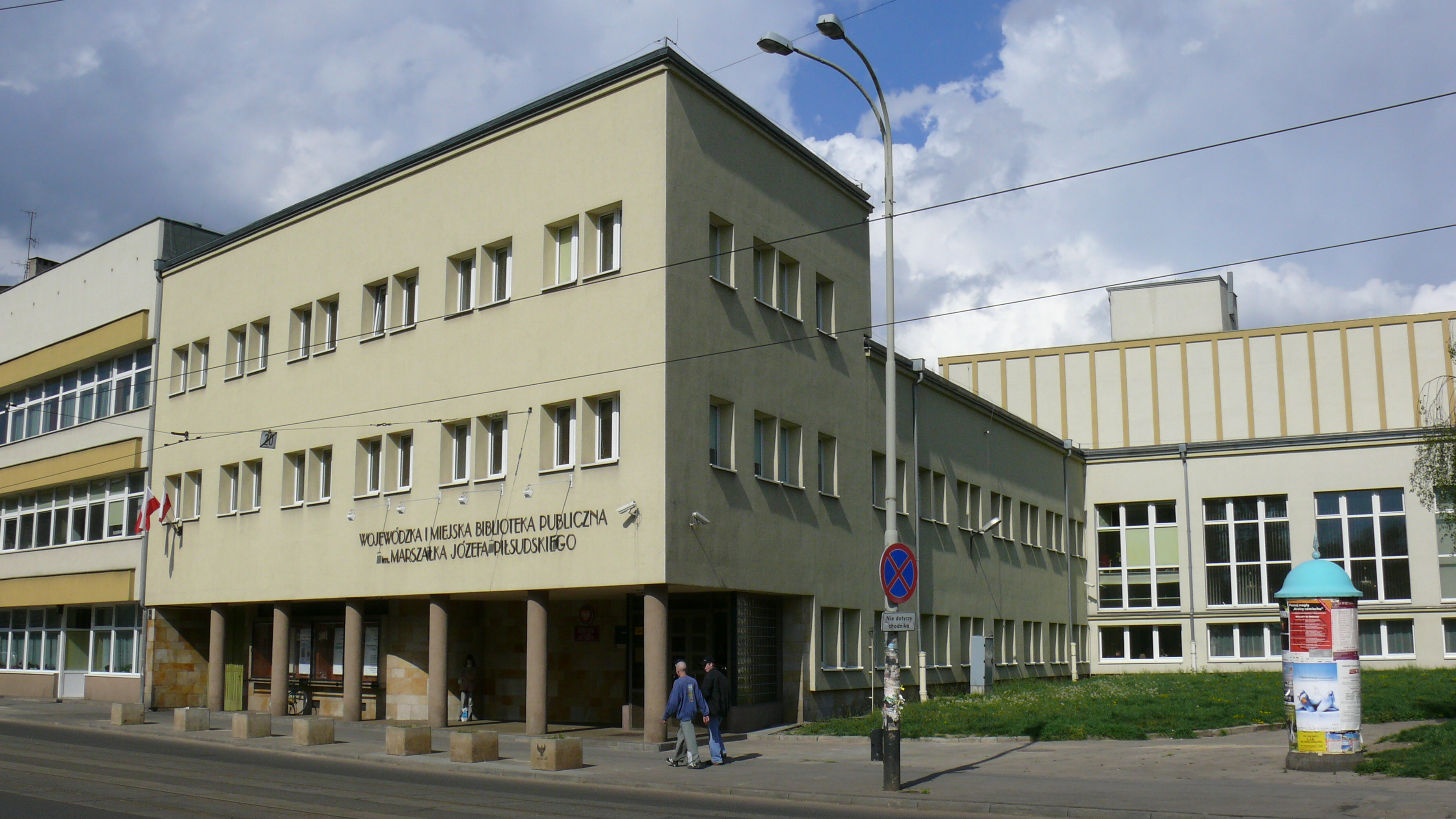
Budynek Wojewódzkiej Biblioteki Publicznej im. Marszałka Józefa Piłsudskiego w Łodzi

Spośród innych realizacji ze wskazanego okresu można wskazać na:
- osiedla mieszkaniowe[32]:
  - osiedle TOR Marysin III składające się z 212 domów (arch. Helena Syrkusowa oraz arch. Szymon Syrkus)
  - osiedle TOR Stoki składające się z 206 domów
- budynki użyteczności publicznej[33]:
  - Łódzki Dom Kultury
  - Szpital Wojskowy, obecnie Uniwersytecki Szpital Kliniczny nr 2 im. WAM w Łodzi – Centralny Szpital Weteranów (arch. Stanisław Odyniec-Dobrowolski)
  - Wojewódzka Biblioteka Publiczna im. Marszałka Józefa Piłsudskiego w Łodzi (arch. Jerzy Wierzbicki)
  - gmach rozgłośni Polskiego Radia, obecnie budynek Radia Łódź (arch. H. Gromski i T. Majewski).

## Okres po II wojnie światowej

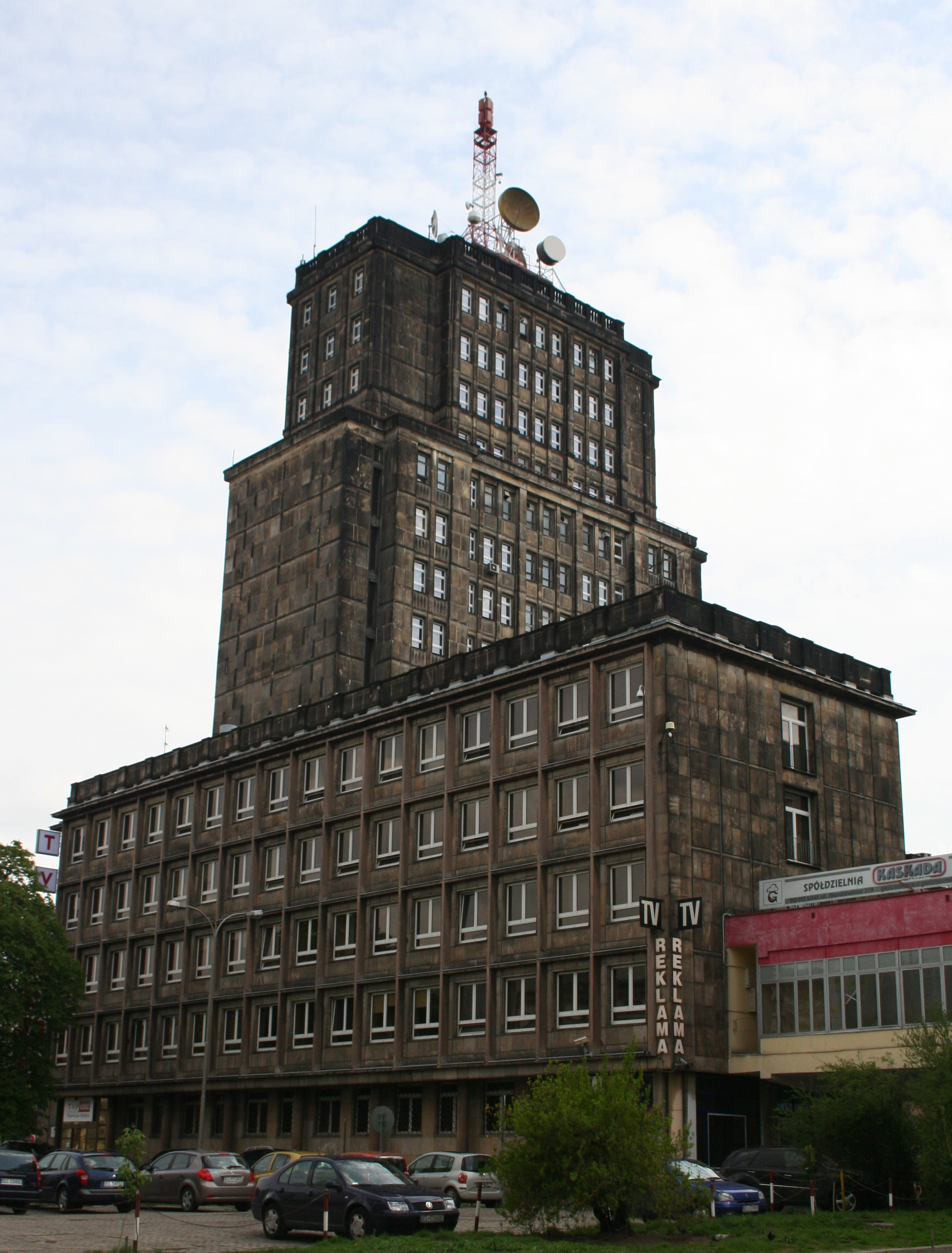
Dawny Biurowiec Centrali Tekstylnej

### Lata 1945–1949
W latach 1945–1949 następowała kontynuacja modernizmu przedwojennego.
Przykłady realizacji z omawianego okresu są następujące:
- siedziba Wydziału Chemicznego Politechniki Łódzkiej (autor adaptacji arch. J. Reda?), wybudowana w latach 1947–1949, stanowiąca „kontynuację klasycyzującego oficjalnego modernizmu lat 30"[36]
- siedziba Wydziału Włókienniczego (obecnie Wydziału Technologii Materiałowych i Wzornictwa Tekstyliów) Politechniki Łódzkiej (arch. J. Reda), ukończona w 1955 r., także reprezentująca styl modernizmu lat 30[37].

### Lata 1949–1956
W latach 1949–1956 obowiązującym stylem był socrealizm (z wyjątkiem dotyczącym architektury przemysłowej).
- Teatr Wielki w Łodzi
- Dom Partii, obecnie gmach Sądu Rejonowego Łódź-Śródmieście przy al. Kościuszki (arch. Wacław Kłyszewski, Jerzy Mokrzyński Eugeniusz Wierzbicki)[38]
- Wieżowiec Centrali Tekstylnej, obecnie siedziba powiatu łódzkiego wschodniego oraz TVP3 Łódź (arch. Jan Krug)[38]
- Pałac Sportu, obecnie Hala Sportowa Miejskiego Ośrodka Sportu i Rekreacji w Łodzi (arch. Włodzimierz Prochaska, K. Lisowski)[39]Dworzec tramwajów podmiejskich przy ulicy Północnej

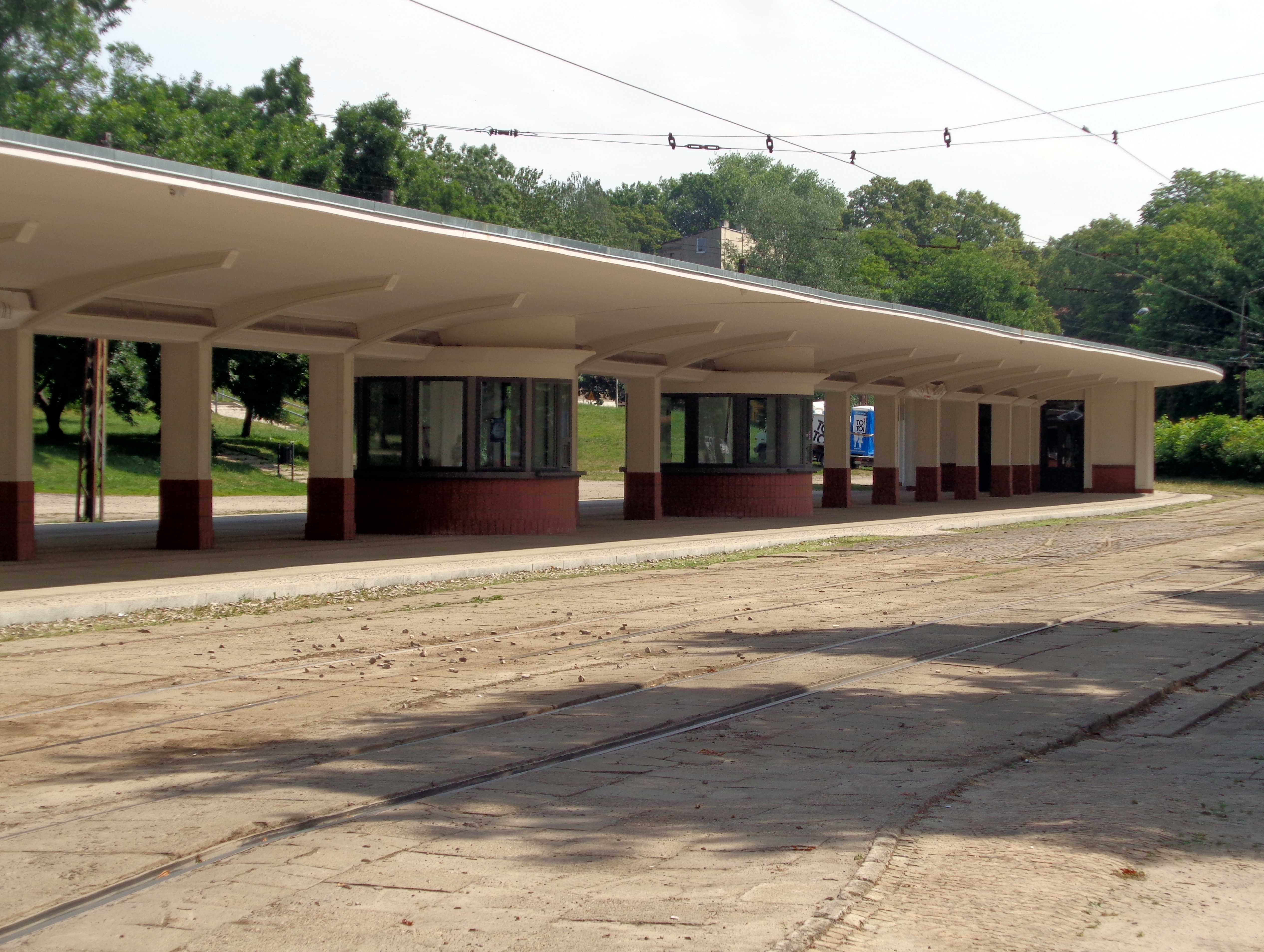
Dworzec tramwajów podmiejskich przy ulicy Północnej

Osiedle Staromiejskie, osiedle Bałuty I, osiedle Bałuty IV (zespół kierowany przez arch. Ryszarda Karłowicza).
Wyjątkiem jest dworzec tramwajów podmiejskich przy ulicy Północnej, który – pomimo iż został wzniesiony w 1953 r. – reprezentuje styl nawiązujący do modernizmu przedwojennego, a nie do socrealizmu.

### Lata 1956–1960
Wskutek odwilży gomułkowskiej odstąpiono od doktryny socrealistycznej i lata 1956–1960 uznać można za „powrót do idei modernizmu i związane z nim działania mające na celu stworzenie wizerunku miasta nowoczesnego [...] w dwóch obszarach inwestycji: obiektach użyteczności publicznej oraz osiedlach mieszkaniowych”.

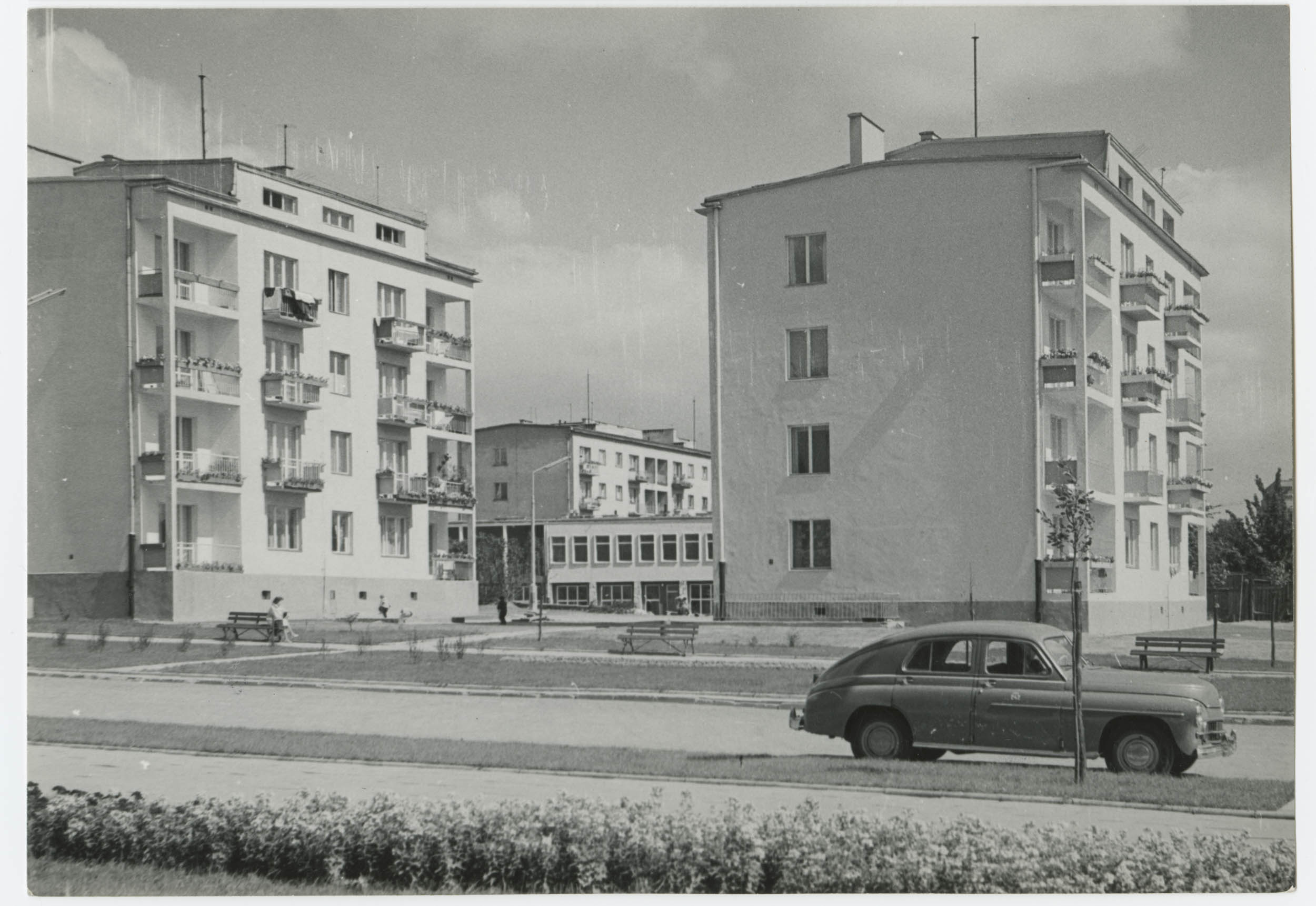
Bloki mieszkaniowe na osiedlu Doły.

W tym okresie powstały między innymi:
- osiedle Nowe Rokicie (arch. J. Bednarzak, J. Jakubczak) – „zespół zabudowy o rozluźnionym układzie, z kameralnymi, czteropiętrowymi blokami swobodnie rozmieszczonymi wśród zieleni” w układzie grzebieniowym[b][43]
- osiedle Żubardź Południowy (arch. Romuald Furmanek, Janusz Pietrzyński)[44]
- osiedle Koziny Zachodnie (arch. Zdzisław Łuszczyński, Szymon Walter)[45]
- osiedle Doły, wówczas im. Włady Bytomskiej (arch. Krystyna Krygier, Stefan Krygier, Romulad Furmanek), przy projektowaniu którego „sięgano do przedwojennych wzorców modernistycznych”[45].

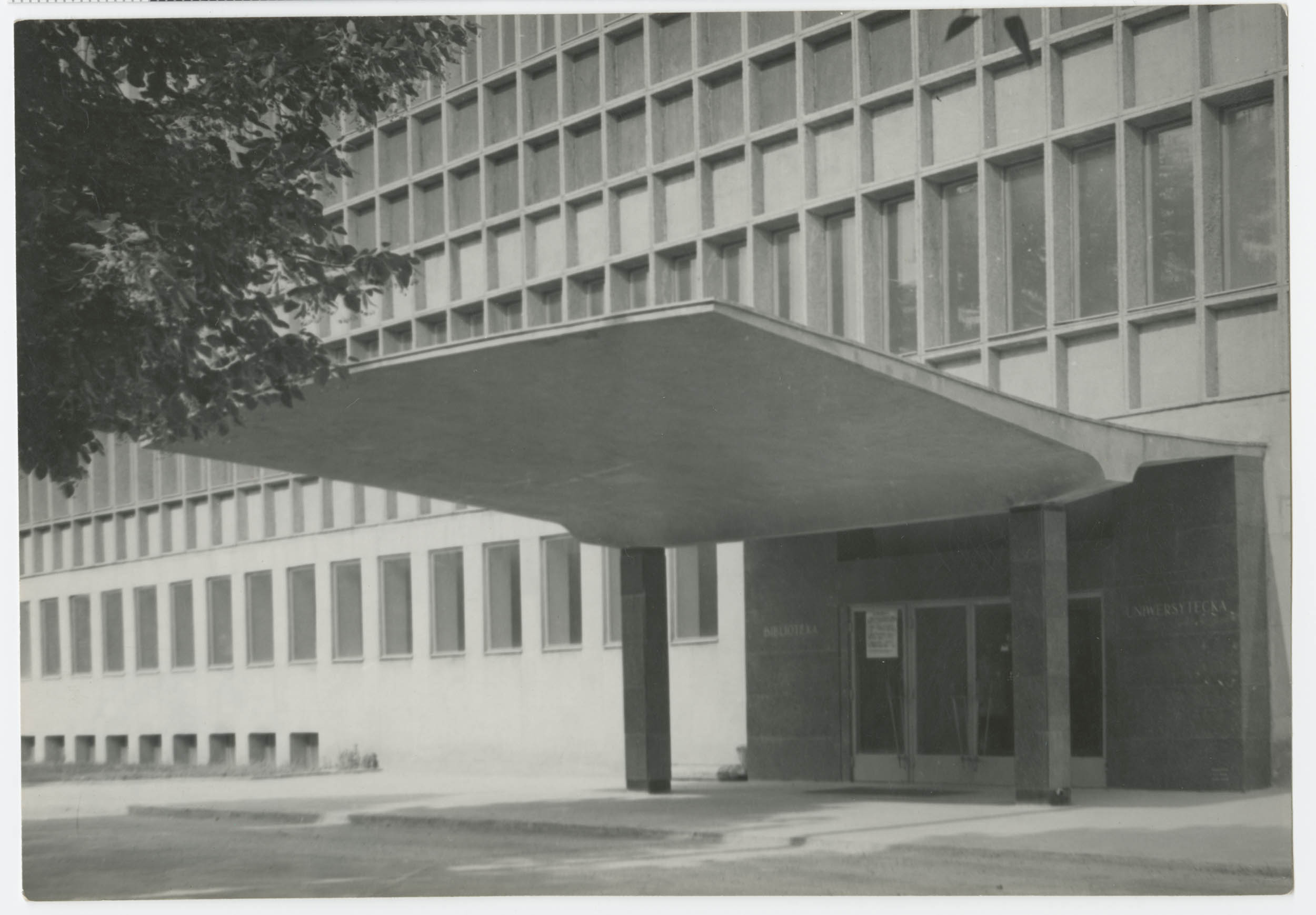
Wejście do Biblioteki Uniwersytetu Łódzkiego.

W zakresie inwestycji mieszkaniowych na przełomie lat 50. i 60. architektura mieszkaniowa była „dość zróżnicowana”, w przeciwieństwie do późniejszej – opartej na prefabrykacji (monotonnej i powtarzalnej).
Z budynków użyteczności publicznej w omawianym okresie powstały między innymi:
- Biblioteka Uniwersytetu Łódzkiego (arch. Edmund Roman Orlik, Eugeniusz Budlewski)[46]
- dom studencki Politechniki Łódzkiej przy al. Politechniki 3B (arch. Stefan Krygier)[47].

### Od roku 1961

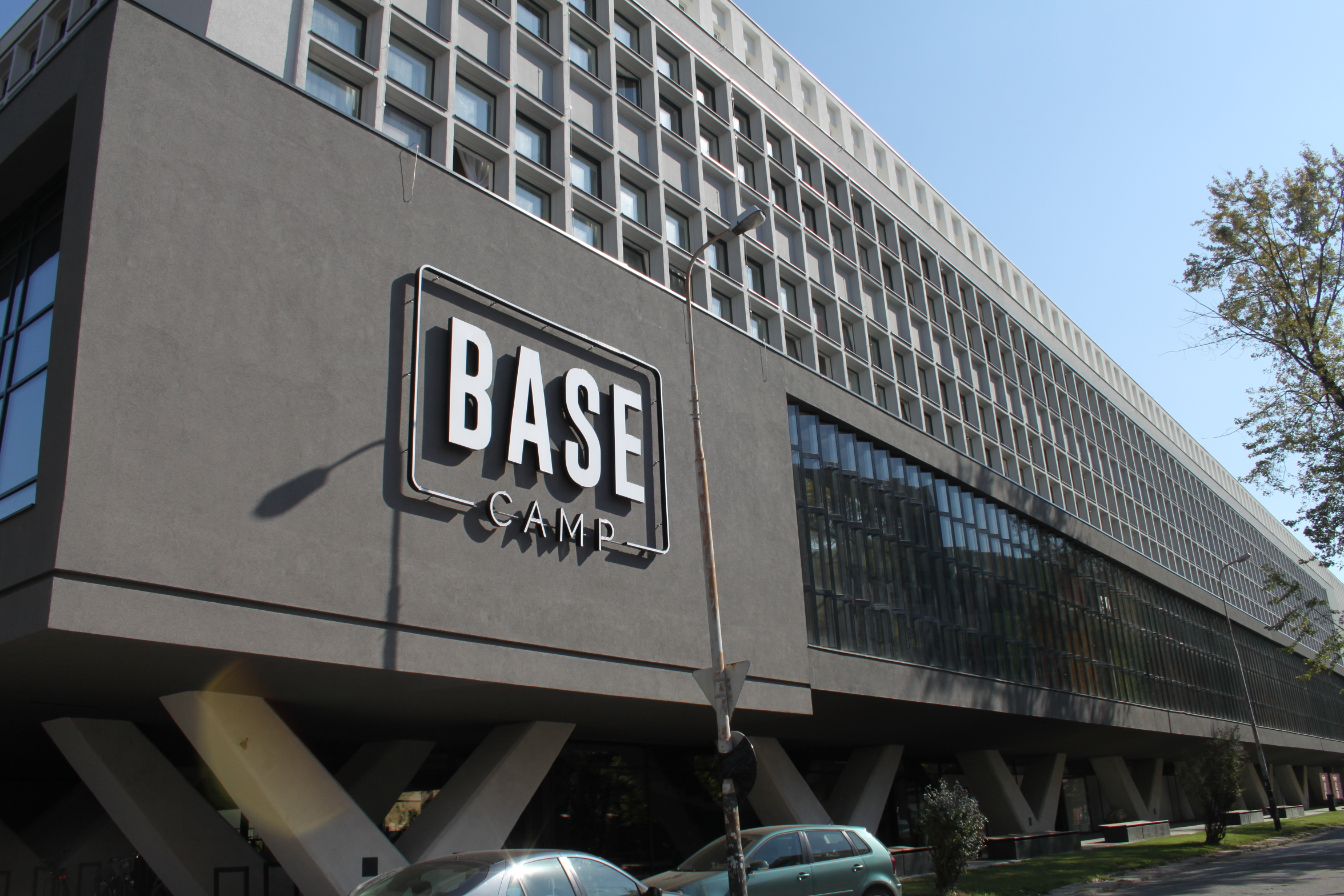
Budynek dawn. Łódzkiej Drukarni Dziełowej, obecnie akademik Base Camp.

Przykładami budynków wzniesionych po 1960 r. są:
- Spółdzielczy Dom Handlowy „Central” (arch. Maciej Gintowt, Maciej Krasiński)[48]
- budynek Łódzkiej Drukarni Dziełowej przy na rogu ul. POW i Rewolucji 1905 r., ob. akademik Base Camp (arch. Jerzy Brandysiewicz)[49]
- osiedle mieszkaniowe Retkinia (arch. Krystyna Krygier, Tadeusz Sumień)[50]
- budynki biurowo-usługowe przy al. Piłsudskiego na odc. od ul. Piotrkowskiej do ul. Sienkiewicza (arch. W. Bald, Aleksander Zwierko)[51]
- gmach biblioteki Głównej Uniwersytetu Medycznego w Łodzi (arch. Witold Millo)[52]
- gmach Akademii Sztuk Pięknych im. Władysława Strzemińskiego (arch. Bolesław Kardaszewski, W. Nowakowski)[52]
- Śródmiejska Dzielnica Mieszkaniowa[53]
- Wojewódzki Szpital Specjalistyczny im. M. Kopernika oraz szpital MSW przy ul. Północnej (arch. J. Wyżynkiewicz)[54].